# 瀨谷區
瀨谷區（日语：／ Seya ku */?）是日本神奈川縣橫濱市的18区之一。設立于1969年10月，自戶塚區中分出。

## 地理

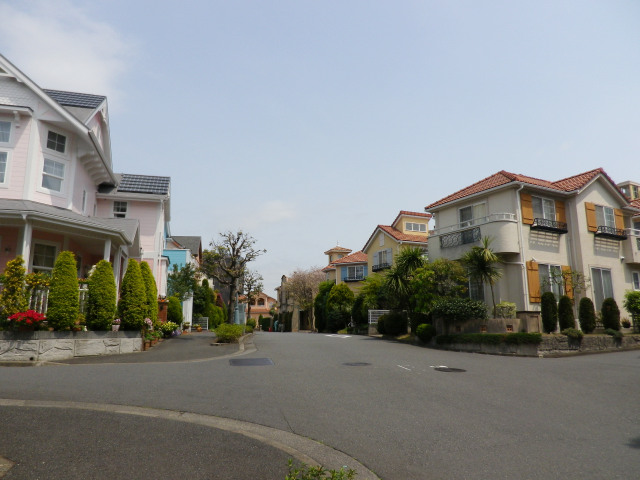
瀬谷區的住宅

瀨谷區位於相模野台地和相模平原之間，最高點位於北町（海拔93.6m），最低點位於阿久和南三丁目（海拔36.7m），相鐵線貫穿其中，北部是廣闊的平原，南部沿著河流逐漸變成了河階地形。北鄰東京都町田市、橫濱市綠區，南接泉區，東鄰旭區。距離東京都心約40公里至50公里，距離橫濱市中心約15公里至20公里左右。瀨谷區與神奈川縣央地區（如相模原市、大和市等）和東京都多摩地區南部（如八王子市、町田市）等城市關係緊密。
瀨谷區氣候夏熱冬寒，儘管位於橫濱市內，但由於位在內陸，冬季可能會出現氣溫下降到冰點以下的情況，即使橫濱市中心下雨，在瀨谷區也有可能變成雪。當橫濱市中心的氣溫為5℃時，瀨谷區往往已經降至約2℃左右，清晨時氣溫下降到冰點以下的情況也很常見。

### 區名的由來
| 順位 | 區名     | 募集数 |
| ---- | -------- | ------ |
| 1位  | 西濱區   | 138    |
| 2位  | 瀨谷區   | 123    |
| 3位  | 相模區   | 35     |
| 4位  | 富士見區 | 22     |
| 5位  | 港西區   | 16     |
| 6位  | 昭和區   | 11     |
| 7位  | 綠區     | 8      |
| 8位  | 境區     | 7      |
| 9位  | 濱西區   | 7      |
| 10位 | 北戶塚區 | 6      |

1969年10月1日從舊戶塚區分區之際，經過公募，有「西濱區」（西部的橫濱）與「瀨谷區」兩大高票的候補區名，但考量到沿用自古以來的地名，則選用瀨谷區作為區名。
「瀨谷（せや）」這個地名，有一說來自狹窄河谷的土地「狭谷」。

## 設施

### 警消
警察
- 瀨谷警察署

消防
- 瀨谷消防署
  - 中瀨谷辦事處
  - 下瀨谷辦事處
  - 阿久和辦事處
- 瀨谷消防團

### 金融機關
- 瑞穗銀行
- 三井住友銀行
- 里索那銀行
- 橫濱銀行
- 橫濱信用金庫
- きらぼし銀行
- 神奈川銀行
- 城南信用金庫

### 郵局
- 瀬谷郵局 郵貯銀行瀨谷店
- 三境站北口郵局
- 橫濱阿久和郵局
- 橫濱卸本町簡易郵局
- 橫濱瀨谷北郵局
- 橫濱瀨谷西郵局
- 橫濱瀨谷南郵局
- 橫濱日向山郵局
- 橫濱細谷戶郵局
- 橫濱本鄉原郵局
- 橫濱三境郵局
- 橫濱南瀨谷一郵局

### 醫院
- 三境醫院（三境）
- 橫濱桐峰會醫院（瀨谷）
- 堀醫院（二橋町）
- 橫濱甦生醫院（瀨谷）
- 橫濱相原醫院（阿久和南）
- 瀨谷區休日急患診療所

### 文化設施
- 瀨谷公會堂
- 瀨谷圖書館

## 經濟

### 工業
曾經在瀨谷區北部有一塊國鐵所有的土地，當時建造了一個工業園區。由於靠近東名高速橫濱町田交流道、國道16號、國道246號等主要道路，橫濱綜合批發中心和橫濱內部工業園區(Inner Park)等工廠聚集於此。此外，還有生活協同組合連合會、COOP、富士Citio、花王、警備公司SECOM的物流中心、伊藤洋華堂的物流基地、讀賣新聞、日本經濟新聞、東京新聞的印刷廠、佐川急便、日本通運、黑貓宅急便等物流基地。此外，還有SECOM、清水建設、Orix等公司也在此設立了工廠和辦公室。

### 農業
瀨谷區農業興盛。上瀨谷的農業專用地是橫濱市內面積最大的農業專用區，面積達920,000平方公尺。
下瀨谷地區以露天蔬菜和溫室栽培為主。阿久和、南瀨谷地區以草坪種植為主。阿久和、宮澤地區有乳業、肉牛和家禽農場。

## 教育

### 高等学校
公立
- 神奈川縣立瀨谷高等学校
- 神奈川縣立瀨谷西高等学校

### 中高併設學校
私立
- 橫濱隼人中学校・高等学校

### 中学校
- 橫濱市立東野中学校
- 橫濱市立下瀨谷中学校
- 橫濱市立瀨谷中学校
- 橫濱市立原中学校
- 橫濱市立南瀨谷中学校

### 小学校
- 橫濱市立相澤小学校
- 橫濱市立阿久和小学校
- 橫濱市立上瀨谷小学校
- 橫濱市立瀨谷小学校
- 橫濱市立瀨谷櫻小学校
- 橫濱市立瀨谷第二小学校
- 橫濱市立大門小学校
- 橫濱市立原小学校
- 橫濱市立二橋小学校
- 橫濱市立三境小学校
- 橫濱市立南瀨谷小学校

### 特別支援学校
- 橫濱市立二橋高等特別支援学校
- 神奈川縣立瀨谷養護学校
- 神奈川縣立三境養護学校
- 神奈川縣立橫濱日向山特別支援学校

## 交通

### 鐵路
瀨谷區內有車站的鐵路只有相模鐵道本線。
相模鐵道
- 本線：（大和站） - 瀨谷站 - 三境站 - （希望丘站）
- 區東部的阿久和、宮澤可使用相模鐵道泉野線泉野站。
- 區西南部的下瀨谷、北新、南瀨谷可使用小田急電鐵江之島線櫻丘站。
- 區北部的上瀨谷、北町、目黑町、五貫目町可使用東急電鐵田園都市線南町田站。

### 公車
- 神奈川中央交通・神奈川中央交通東
- 相鐵巴士

### 道路
- 一般国道
  - 国道16号（八王子街道）
  - 国道246号
- 縣道
  - 神奈川縣道40号橫濱厚木線（厚木街道）
  - 神奈川縣道45号丸子中山茅崎線（中原街道）
  - 神奈川縣道56号目黒町町田線（舊国道16号）
  - 神奈川縣道401号瀨谷柏尾線
  - 神奈川縣道402号阿久和鎌倉線

## 觀光景點
賞櫻名所
- 海軍道路
- 野境道路
- 相澤川步道

公園
- 長屋門公園
- 瀨谷市民之森
- 瀨谷北口公園
- 瀨谷本鄉公園
- 瀨谷中央公園
- 瀨谷貉窪公園
- 阿久和大久保原公園
- 三境第五公園

寺社
- 神明社
- 神明社
- 日枝社
- 八幡社
- 諏訪社
- 左馬社
- 神明社
- 熊野神社
- 白姬神社

## 祭典
1月
- 消防出初式 - 1月上旬，瀨谷公会堂周邊
- 瀬谷區馬拉松大会 - 1月下旬，海軍道路周邊。
- 左義長火祭

4月
- 櫻花祭 - 4月上旬、海軍道路周邊、上瀨谷通信基地。

8月
- 三境商店街夏祭 - 8月第一個周六，三境站南口商店街。
- 瀨谷美軍通信隊盆踊 - 8月15日前後。
- 瀨谷銀座祭 - 8月中旬、瀨谷站南口商店街。

10月
- 瀨谷節[4] - 10月最後一個星期日

## 知名出身人物
- 尾崎正善（德善寺副住職、鶴見大學文化財學科教授）
- 嶋田久作（演員）
- 伊藤和枝（演員）
- 裕木奈江（演員）
- 岩崎達郎（前職棒選手）
- 荒波翔（前職棒選手）
- 松本裕樹（職棒選手）
- 栗原勇藏（前職業足球選手）
- 美尾敦（前職業足球選手）
- 松本憲（職業足球選手）
- 加藤覺（專修大学陸上競技部監督）
- 上尾野邊惠（足球選手）
- 山崎珠美（柔道家）

## 外部連結
- OpenStreetMap上有關瀨谷區的地理
- （日語） 官方网站